# Empoasca lorifera
Empoasca lorifera är en insektsart som beskrevs av Rowland Southern 1982. Empoasca lorifera ingår i släktet Empoasca och familjen dvärgstritar. Inga underarter finns listade i Catalogue of Life.